# Témime Lahzami
Témime Lahzami (Hammam Lif, 1º gennaio 1949) è un ex calciatore tunisino, di ruolo attaccante.

## Carriera

### Club
Ha giocato nella prima divisione tunisina, in quella francese ed in quella saudita.

### Nazionale
Ha partecipato ai Mondiali del 1978.

## Palmarès

### Club

#### Competizioni nazionali
- Campionato tunisino: 2

Espérance: 1974-1975, 1975-1976